# Szalehard–Igarka-vasútvonal
A Szalehard–Igarka-vasútvonal (oroszul: Трансполярная магистраль, kb. „sarkvidéki fővonal”) félbemaradt vasútvonal a Nyugat-szibériai-alföld északi részén, Szalehard és Igarka között. Gulag-foglyok tízezreinek kényszermunkájával épült 1949 és 1953 között. Ezalatt több ezren vesztették életüket. Az építkezés a két végpont irányából, az 501-es és az 503-as lágerparancsnokság irányításával folyt. A vasútvonal Sztálin azon tervének része volt, hogy összeköttetést teremtsen az ország keleti és európai területei között.
A vonal tervezett hossza 1297 km volt.
Novij Urengoj és Sztarij Nadim közötti, újjáépített szakasza jelenleg is üzemel, csakúgy, mint a legnyugatibb, Labitnangit a Vorkutába vezető Pecsorai vasúttal összekötő szakasz. 2010 márciusában megkezdték a Szalehard és Nadim közötti szakasz újjáépítését, ennek keretében egy új Ob-híd is épül majd, összekötve Szalehardot az orosz vasúthálózat többi részével.

## A vasútvonal célja
A vonalat hármas céllal építették: hogy megkönnyítsék a Norilszk mellett bányászott nikkel exportját, munkát adjanak a több ezer fogolynak, és hogy összeköttetést teremtsenek Szalehard és Igarka mély vizű, tengerhajózásra is alkalmas kikötőivel az ország nyugati részének vasúthálózatához. Miután a második világháborúban a szovjet ipart Nyugat-Szibériába menekítették, előnyösnek tűnt az északra tartó nagy folyókon keresztül juttatni el a termékeket a Jeges-tenger-parti kikötőkbe. Szalehard az Ob torkolatában fekszik, Igarka pedig a Krasznojarszkot és Irkutszkot a Jeges-tengerrel összekötő Jenyiszej mentén van.

## Története

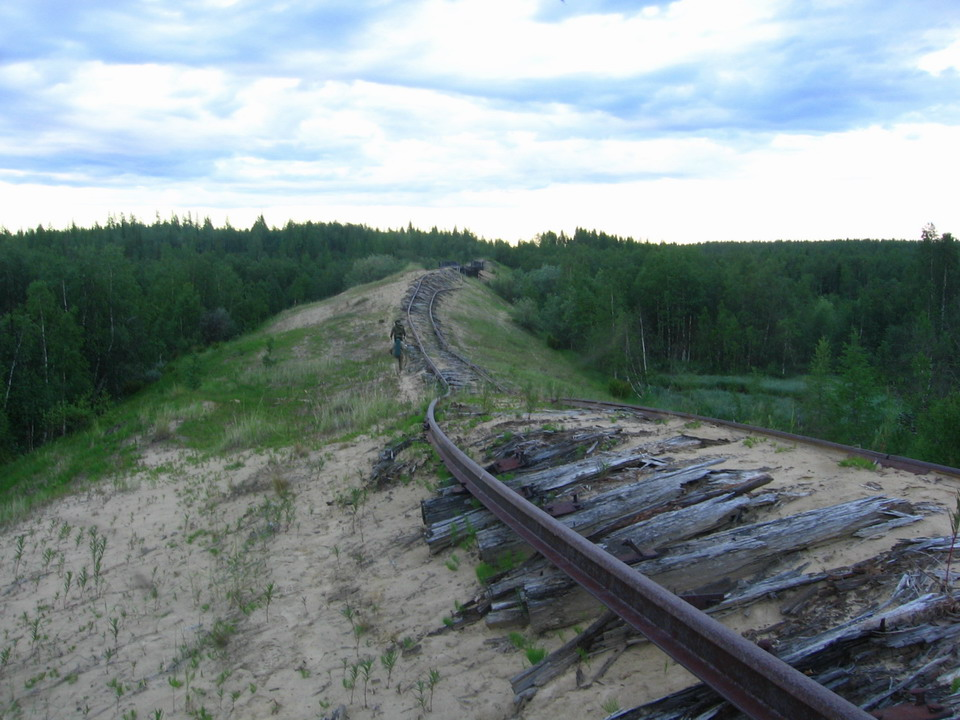
A vasútvonal Szalehard és Nadim között

A rabmunkát már a cári időkben is igénybe vették a vasutak építésére, majd az 1930-as évek erőltetett iparosítása során szintén.
A Szalehard–Igarka vasútvonal építése 1949 nyarán kezdődött V. A. Barabanov ezredes felügyeletével. Az 501. munkatábor Szalehardból keleti irányba, az 503. munkatábor pedig Igarkából nyugat felé haladt. A tervekben egyvágányú vonal szerepelt 28 állomással és 106 kitérővel. Mivel gazdaságtalan lett volna hidat építeni a 2,3 km széles Ob, illetve az 1,6 km széles Jenyiszej fölé, ezért nyaranta vasúti kompokat használtak, télen pedig a folyók jegére fektettek speciálisan megerősített vágányokat.
Becslések szerint 80-120 ezren dolgoztak a vonal kivitelezésén. Telente az építést nagyban nehezítette a rendkívüli hideg, az állandóan fagyott föld és az élelemhiány. Nyáron a felolvadó mocsarak, fertőzések és szúnyograjok akadályozták a munkát. Technikai szempontból a fő problémákat a permafroszton való építkezés, a rossz logisztika, a szűk határidők és a nehézgépek hiánya jelentették. Mindezek nyomán a töltések elsüllyedtek a mocsárban, vagy a víz elmosta őket. Súlyos probléma volt az anyaghiány: a háborúban megrongálódott sínek méteres darabjait kellett összehegeszteni, hogy tíz méteres sínszálakhoz jussanak.

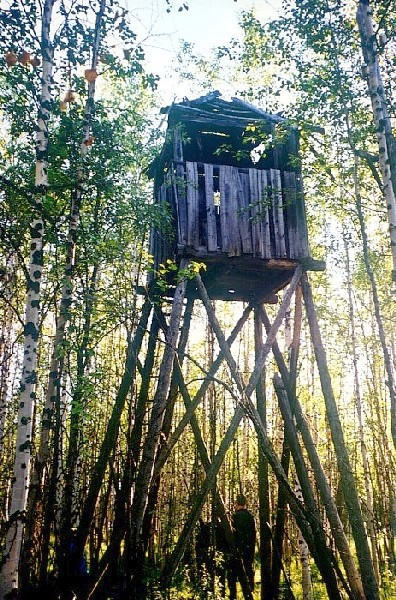
Őrtorony Turuhanszk mellett (503. munkatábor)

Az építkezés előrehaladtával világossá vált, hogy valójában csekély igény van a vonalra. 1952-ben engedélyezték a munkatempó csökkentését. 1953-ban, Sztálin halála után az építkezést leállították. 699 km-nyi vonal készült el, hivatalosan 260 millió rubeles költséggel, későbbi becslések szerint azonban 42 milliárd(!) 1953-as rubelért (ez az akkori teljes szovjet beruházások 2,5%-a, kb. 10 milliárd 1950-es amerikai dollár). A vonalat gyorsan tönkretette a fagy és a gyenge minőségű kivitelezésből fakadó szerkezeti hibák. Legalább 11 mozdonyt és 60 000 tonnányi fémet hagytak hátra, a hidak elkorhadtak vagy leégtek. A vonal mentén kiépített telefonvonalak 1976-ig működtek.
A Szalehard és Nadim közötti 350 km-es szakasz az 1980-as évekig használatban maradt, 1990-ben azonban megszűnt rajta a forgalom. Az 1990-es években az emelkedő acélárak miatt a Szalehardtól 92-km-ig nyúló szakaszt felszedték és újrahasznosították.

## Jelenlegi működés és kilátások
Csak a vasút legnyugatibb, Labitnangit Vorkutával összekötő szakasza van mindmáig megszakítás nélkül használatban. Az Ob fölött Szalehard felé vezető híd sosem épült meg, bár gyakran röppentek fel hírek az erre vonatkozó tervekről.
A Pangodi és Novij Urengoj közötti szakaszt a helyi gázlelőhelyek feltárása nyomán az 1970-es években újjáépítették, és kiegészítették egy mellékvonallal Jamburg felé. A vonal Korotcsajevónál kapcsolódik az ország vasúthálózatához.
2000 körül felvetődött az Igarkát Norilszkkal nagyrészt a régi nyomvonalon összekötő, mintegy 220 km hosszú vasútvonal szükségessége, amely elősegítené a gáz- és nikkelbányászat fejlődését.
2010. március 19-én megkezdődött a Szalehard–Nadim szakasz újjáépítése. A tervek szerint ez 2014-re fejeződne be, magában foglalva az Obon és a Nadim folyón építendő közös közúti-vasúti hidakat. Ezek révén a szakasz mindkét végén csatlakozna az orosz vasúthálózathoz.